# Kamienica przy ul. Gliwickiej 12 w Bytomiu
Kamienica przy ul. Gliwickiej 12 w Bytomiu – kamienica z 1857 roku w Bytomiu, wpisana do rejestru zabytków nieruchomych województwa śląskiego.

## Historia
Budynek postawiono w 1857 roku, jego projektantami byli Riher i Steinmetz. Kamienica została przebudowana według projektu Klehra w 1865 roku, a w 1928 dokonano kolejnej przebudowy, tym razem objęła ona strefę przyziemia.
21 grudnia 1992 roku kamienica została wpisana do wojewódzkiego rejestru zabytków nieruchomych pod numerem: A/1512/92.
Na parterze mieści się biuro podróży oraz salon jubilerski (stan na 2025 rok).

## Architektura
Kamienica na rzucie prostokąta, z oficyną boczną oraz tylną od północy, która graniczy z ul. Zaułek. Elewacja frontowa w stylu neorenesansowym, czteroosiowa, z pasami gzymsów i profilowanymi obramieniami okiennymi. W płycinach międzyokiennych w partii poddasza umieszczono medaliony z popiersiami. Tylna elewacja dwuosiowa. Wewnątrz zachowała się historyczna klatka schodowa ze stalową balustradą.